# Parcul Carmen Sylva
Parcul Carmen Sylva (deutsch: Carmen-Silva-Park), benannt nach der früheren Königin von Rumänien, ist ein Stadtpark im Timișoaraer Stadtbezirk Elisabetin.

## Beschreibung
Die dreieckige Fläche des heutigen Parks entstand im 19. Jahrhundert auf dem ursprünglichen Esplanade-Gelände. Die älteste Flanke ist dabei die heutige Strada Romulus, die einst als Überlandstraße die Deutschen Mayerhöfe mit der Inneren Stadt verband. Diese wiederum wurde ab 1858 bei der ehemaligen Rosalia-Kapelle von der ehemaligen Eisenbahnstrecke nach Karasjeszenö gekreuzt, bevor dann in der zweiten Hälfte der 1890er Jahre noch die heutige Strada Gheorghe Doja hinzu kam.   
Im Zuge der zunehmenden Bebauung des ehemaligen Festungsvorlands zu Beginn des 19. Jahrhunderts blieb diese dreieckige Fläche frei und wurde 1912 durch die Bepflanzung mit Nadelbäumen zum Park. Dieser hieß ursprünglich Erzsébet liget, angelehnt an Erzsébetváros, der damaligen ungarischen Bezeichnung des Stadtbezirks Elisabetin. Erst in Folge der Teilung des Banats im Jahre 1919 erhielt die Grünanlage ihren heutigen Namen. Darüber hinaus hieß sie in der sozialistischen Zeit vorübergehend Parcul Doina und erhielt erst 2007 wieder ihre alte Bezeichnung zurück. Die beim Park gelegene Straßenbahnhaltestelle heißt hingegen auch 2015 noch Parcul Doina.
Das Anlegen der Alleen und das Einrichten von Erholungsanlagen fand hingegen erst nach 1912 statt. Nach 1940 wurde der Park erneut bepflanzt. Auf einer Fläche von zwei Hektar, die von zwei parallelen Alleen durchzogen ist, sind Laub- und Nadelbäume in schattenspendende und lichtdurchflutete Parzellen gegliedert. Von den insgesamt 20.350 Quadratmetern sind 15.000 mit Rasen bedeckt.
Im Jahr 2011 wurde der Park komplett neu gestaltet. Ein hexagonaler Holzpavillon bietet Platz für Freilichtveranstaltungen und ein artesischer Brunnen mit Lichtspielen sorgt für Erholung. Der Kinderspielplatz ist 800 Quadratmeter groß und verfügt über einen Sandkasten, vier Schaukeln, vier Schaukelpferde und eine Kletterburg. Es wurden 350 Bäume neu gepflanzt, 48 Bänke, zwei Trinkwasserbrunnen, drei Fahrradständer und 34 Mülleimer aufgestellt sowie ein Erste-Hilfe-Punkt eingerichtet. Die Modernisierung kostete insgesamt 2,5 Millionen Lei.
Unter den neu gepflanzten Bäumen und Sträuchern sind Immergrüne wie die Kolorado-Tanne (Abies concolor), die Serbische Fichte (Picea omorika), der Kriech-Wacholder (Juniperus horizontalis), der Abendländische Lebensbaum (Thuja occidentalis), die Schwarzkiefer (Pinus nigra), der Rocky-Mountain-Wacholder (Juniperus scopulorum) und Laubbäume wie: die Japanische Zierquitte (Chaenomeles japonica), die Hänge-Birke (Betula pendula), die Liebliche Weigelie (Weigela florida), der Echte Lavendel (Lavandula angustifolia) oder die Prächtige Fetthenne (Sedum spectabile).